# Jerry Rice
Jerry Rice   (Starkville, 13 d'octubre de 1962) és un jugador de futbol americà estatunidenc. Sovint se'l considera el millor receptor de la història de la National Football League (NFL). Jugant principalment pels San Francisco 49ers, va establir una sèrie de rècords de la NFL, incloent-hi els de touchdowns (208), recepcions (1.549), i iardatge de recepció (22.895). Fill d'un paleta, Rice era cèlebre per haver desenvolupat unes mans fortes i fiables mitjançant la recepció de maons que els seus germans li llançaven quan treballava amb el seu pare. A la NFL Rice utilitzava la seva mida i força per superar els defensors a més de ser un corredor excepcional.
L'any 1999, The Sporting News va classificar Rice en segon lloc per darrere de Jim Brown a la seva llista dels «100 millors jugadors de futbol». El 2010, va ser escollit per la producció de NFL Films de NFL Network The Top 100: NFL's Greatest Players com el millor jugador de la història de la NFL.

## Biografia

### Primers anys
Jerry Lee Rice Sr. va néixer el 13 d'octubre de 1962 a Starkville, Mississipí, i va viure a Crawford, Mississipí,  Crawford era una ciutat petita, amb només 600 habitants. El pare de Rice, Joe, era un paleta que construïa cases a mà, mentre tenia altres feines per mantenir la família. Joe va ser descrit per Rice com un home dur i el va mantenir a ell i als seus germans en un estil de vida estricte. Eddie B., la mare de Rice, va criar Rice mentre Joe treballava, i després que Rice va marxar va netejar les cases de les famílies riques. Rice i els seus germans sovint treballaven amb el seu pare construint cases, agafant maons a sobre de les bastides per assegurar-se que el seu pare tenia maons per posar. No va veure fer de paleta com el seu futur dient que em va ensenyar el significat del treball dur. La família Rice va lluitar econòmicament, amb Rice de vegades no tenint molts parells de roba o fent un àpat abundant a la taula. Per a la seva família, ell i els seus germans recollien blat de moro, cotó, pastanagues i fenc. Rice va assegurar que era tímid de petit i no tenia molts amics.
Rice va anar a BL Moor High School a Oktoc, Mississipí. Tot i que va jugar a jocs simulats de bàsquet i futbol, Rice inicialment no va practicar cap esport a l'escola secundària. Li agradava jugar a futbol de sorra i veure futbol a la televisió. La seva mare no li va permetre unir-se a l'equip de futbol de l'escola durant el primer any, ja que pensava que el futbol era massa dur per a Rice. Mentre Rice era estudiant de segon, el subdirector de l'escola el va enxampar saltant-se a classe amb un amic, fet que el va fer entrar en pànic i fugir. Després que Rice fugís, el director va quedar impressionat amb la seva velocitat i va informar a l'entrenador de futbol de l'escola, Charles Davis, que va oferir a Rice un lloc a l'equip. Inicialment descontenta per això, la mare de Rice va cedir després d'adonar-se que com més lluitava, més decidit estava. Rice jugava a bàsquet com a aler i estava a l'equip de pista i camp, competint en el salt d'alçada. Va jugar diverses posicions a l'escola secundària, com ara corredor, defensa i ala tancat. La posició en la qual era més hàbil era de receptor obert. Durant la temporada abans del seu primer any, va augmentar la seva formació; tornant corrents uns quants quilòmetres fins a casa seva perquè no tenia cotxe. Rice va tenir una temporada júnior destacada jugant principalment de receptor i defensa.
Rice va ser seleccionat pels Mississippi All-State com a receptor durant el seu últim any. Poques de les seves estadístiques es van registrar oficialment. Segons el periodista esportiu Glenn Dickey, Rice va capturar 50 recepcions i 30 touchdowns com a sènior, ajudant a portar l'equip a un rècord durant les seves dues últimes temporades. Ell i el quarterback titular de Moor, Willie Gillespie, eren molt fiables, prou com per ser anomenats Johnny Unitas i Raymond Berry. Rice inicialment volia anar a la Mississippi State University, però l'equip no estava interessat en ell. L'estat de Mississippi va ser una de les més de 40 escoles IA de la Divisió de la NCAA que es van contactar amb ell, però no li van oferir una beca. Es va sentir atret per l'estat de la vall de Mississippi, en part per l'entrenador de l'escola, Archie Cooley, que tenia el sobrenom d'El pistoler. Després que Cooley va veure jugar a Rice en persona i després que va visitar el campus de l'escola, Rice es va comprometre a jugar a Mississippi Valley State.

## Carrera universitària
Rice va anar a la Mississippi Valley State University de 1981 a 1984. Quan Rice va arribar a Mississippi Valley State, va anar a l'escola d'estiu i a l'orientació de primer any abans de la temporada regular. També hi eren dos dels seus antics companys del BL Moor, però tots dos van marxar abans de l'inici del camp d'entrenament. Rice va estudiar tècniques de recepció de Gloster Richardson, afirmant: «Vaig absorbir tot el que vaig poder».
El 1981, la temporada de primer any de Rice, va atrapar 30 passades per a 428 iardes i dos touchdowns. El 1982, Rice va jugar la seva primera temporada amb el quarterback Willie Totten. Es van fer amics i van practicar fins al vespre. Sota la direcció de Cooley, Mississippi Valley State va executar una ofensiva inusual, jugant amb quatre receptors que tendien a alinear-se en un costat del camp. Rice va agafar 66 passades per a 1.133 iardes i set touchdowns com a estudiant de segon aquell any. Totten i Rice van ser coneguts junts com The Satellite Express. L'èxit al camp no va posar diners a la butxaca, i moltes vegades va confiar en els amics per menjar, afirmant que el menjar que se li donava a la vall del Mississipí  «no era suficient per a un home en creixement».
Rice va tenir una campanya de rècord el 1983, incloent marques de la NCAA per a recepcions (102) i iardes de recepció (1.450). Va ser nomenat All-American del primer equip de la Divisió I-AA. Va establir un rècord d'un sol joc de la NCAA amb 24 recepcions contra la Southern University. Va adquirir el sobrenom de Món, a causa de la seva capacitat per aparentment atrapar qualsevol cosa que li llancessin a prop.
Després d'un experiment a l'agost, Cooley va fer que Totten cridés totes les jugades a un atac accelerat, donant com a resultat uns números ofensius encara més sorprenents. Rice va capturar 17 recepcions per 199 iardes contra Southern, 17 recepcions per 294 iardes i cinc touchdowns de recepció contra Kentucky State i 15 per 285 iardes contra Jackson State. Durant el partit contra Kentucky State, Rice va agafar dotze passades i va anotar tres touchdowns en un sol quart. Com a sènior l'any 1984, va superar els seus propis rècords de la Divisió I-AA per rebre iardes (1.845) i recepcions (112); les seves 27 recepcions de touchdown a la temporada de 1984 van establir el rècord de la NCAA per a cada divisió. Els Delta Devils de 1984 van aconseguir una mitjana de més de 60 punts per partit. Rice va ser nomenat a l'equip All-American de la Divisió I-AA i va acabar novè en la votació del Trofeu Heisman el 1984.
En el joc d'estrelles Blue-Gray Classic jugat el dia de Nadal, va guanyar els honors de MVP després de quatre recepcions per 101 iardes i un touchdown de 60 iardes. Va acabar la seva carrera amb 301 recepcions per 4.693 iardes i 50 touchdowns, (tot i que algunes fonts tenen els seus números com 310 recepcions, 4.856 iardes i 51 touchdowns); el seu rècord de la NCAA de recepcions totals de touchdown de carrera es va mantenir fins al 2006, quan el receptor de New Hampshire, David Ball, va registrar el seu 51è touchdown de la seva carrera. El rècord de la NCAA de totes les divisions de Rice per a les recepcions totals de la carrera es va mantenir fins al 1999, quan Scott Pingel de la Divisió III Westminster va registrar la seva recepció número 302 de la seva carrera. Al final de la seva carrera universitària, havia batut 18 rècords de la NCAA. Rice es va convertir en membre de la fraternitat Phi Beta Sigma al capítol Delta Phi. El 1999, l'escola va canviar el nom del seu estadi de futbol de Magnolia Stadium a Rice–Totten Stadium en honor als jugadors. Rice va ser inclòs al Saló de la Fama del Futbol Universitari el 2006, i va estar a la classe inaugural del Saló de la Fama del Futbol Universitari Negre el 2010.
Durant aquest temps, Rice va conèixer Jackie Mitchell en un partit de bàsquet MVS, mentre encara estava a l'escola secundària. Rice finalment es va acostar a ella i van sortir abans que Rice conegués la seva mare. La seva mare inicialment estava descontenta amb Rice i va preferir que Mitchell veiés un altre noi que vivia a Greenville, Mississipí, però després de conèixer Rice en persona va aprovar-lo.

## Vida personal
Rice es va casar amb Jacqueline Bernice Mitchell el 8 de setembre de 1987. Jacqueline Rice va sol·licitar el divorci el juny de 2007, que es va convertir en definitiu a finals de desembre de 2009. Tenen tres fills, Jaqui Bonet (nascut el 1987), Jerry Rice Jr. (nascut el 1991) i Jada Symone (nascut el 1996). Jerry Jr., que va anar a l'escola secundària a la Menlo School d’Atherton, Califòrnia, es va graduar el 2009. Va ser un passeig a la UCLA i va vestir la seva primera temporada amb la samarreta vermella. Després de tres temporades i un temps de joc limitat, Jerry Jr. es va graduar a UCLA i es va transferir a UNLV, i va ser elegible per jugar immediatament. Va jugar com a receptor per als Rebels i va participar en un dia professional local dels 49ers abans del draft de la NFL de 2014, però no va ser seleccionat. Jerry Rice té un altre fill, Brenden Rice, que va jugar a futbol a la Universitat de Colorado durant dos anys. L'1 de gener de 2022, es va anunciar que Brenden es transferia a la Universitat del Sud de Califòrnia. A partir del 21 d'octubre de 2019, Rice està casat amb Latisha Pelayo amb qui havia sortit des del 2008.
Rice és cristià. Va dir que va créixer com a cristià i que encara té la mateixa fe des de la seva joventut.

## Historial esportiu
Rice va jugar a futbol americà universitari durant quatre temporades amb els Mississippi Valley State Delta Devils, establint uns quants rècords de recepció d'equips i de la NCAA, inclòs el de convertir-se en el líder de tots els temps en rebre touchdowns de la NCAA. Es va unir als San Francisco 49ers el 1985 després de ser seleccionat amb la 16a posició al draft. Després d'una modesta temporada de debutant, Rice va emergir a la temporada següent com un dels millors receptors de la lliga, liderant la NFL en rebre iardes i touchdowns, fet que va aconseguir quatre vegades. El 1987, Rice va establir el rècord de més touchdowns en una temporada, amb 22, en una temporada escurçada de dotze partits. Va guanyar consecutivament la Super Bowl el 1988 i el 1989, i va ser el MVP de 1988. Rice va conviure amb els quarterbacks Joe Montana i Steve Young, citats com uns dels millors de la història de la NFL, ajudant-lo a liderar la lliga tant en iardes com en touchdowns sis vegades, i en recepcions dues vegades. Va guanyar una tercera Super Bowl el 1994 i un segon premi al jugador ofensiu de l'any. Després de recuperar-se d'una lesió al genoll i amb el seu joc en retrocés el juny de 2001 i amb l'ascens de la figura de Terrell Owens als 49ers, va signar amb Oakland Raiders un contracte de 4 anys arribant a la Super Bowl XXXVII, on van ser derrotats pels Tampa Bay Buccaneers, afectant el rècord seu fins llavors impecable de Super Bowl. A mitjan 2004, els Raiders el van canviar als Seattle Seahawks, on va passar la seva darrera temporada. Va signar breument amb Denver Broncos, retirant-se poc abans de l'inici de la temporada 2005 sense jugar cap partit amb l'equip.
Rice té el rècord en la majoria d'estadístiques pde wide receicer incloses recepcions, recepcions de touchdowns most career receptions (1.549), iardes de recepció (22.895), iardes de scrimmage i touchdowns totals (197). Va anotar més punts que qualsevol altre no patejador en la història de la NFL amb 1.256. Rice va ser seleccionat al Pro Bowl 13 vegades (1986–1996, 1998, 2002) i va ser nomenat All-Pro dotze vegades en les seves 20 temporades de la NFL, inclosos deu All-Pros del primer equip, empatats com a màxim per qualsevol jugador. Rice va ser inclòs en el Saló de la fama del futbol professional el 2010 i al Saló de la fama del futbol universitari el 2006. Rice va ser inclòs en el Saló de la fama de l'Esport de Mississippi el 2007 i el mateix any va ser inclòs en el Saló de la fama dels esports de la zona de la badia. La NFL el va honorar com a membre de l'equip de la dècada de 1980 i de la dècada de 1990 de la NFL, així com de l'equip de tots els temps del 75è aniversari de la NFL i de l'equip de tots els temps del 100è aniversari de la NFL.

## Després del futbol americà
Rice va competir al reality show Dancing with the Stars en la temporada 2005–2006 fent parella amb la ballarina Anna Trebunskaya, i van arribar als dos últims abans de perdre davant el cantant Drew Lachey i la seva parella Cheryl Burke. El 2009, Rice va interpretar Hal Gore a la pel·lícula Without a Paddle: Nature's Calling i va actuar com a protagonista convidat a la comèdia Rules of Engagement. És coautor de dos llibres sobre la seva vida: Rice (amb Michael Silver, publicat el 1996, ISBN 0-312-14795-3) i Go Long: My Journey Beyond the Game and the Fame (amb Brian Curtis, publicat el 2007, ISBN). 0-345-49611-6). El 2019, va ser coautor d'un llibre America's Game: The NFL at 100 (amb Randy O. Williams, ISBN 978-0062692900), celebrant el 100è aniversari de la National Football League. Rice i el seu gos, Nitus, van aparèixer a Jerry Rice & Nitus' Dog Football, un videojoc per a Wii que va ser llançat el 16 d'agost de 2011. Rice va servir com a capità d'antics alumnes de «Team Rice» durant els Pro Bowls de 2014 i 2016. El 2022, Rice es va associar amb la Creu Roja Americana per conscienciar sobre les donacions de sang.